# La Torre de l'Encenall
La Torre de l’Encenall és el nom de l'escola de gravat xilogràfic fundada i dirigida per l'expert xilògraf i pedagog Antoni Gelabert Casas a Torredembarra la primavera del 1969.
El nom és la suma de dues paraules: "La Torre" abreviatura amb la qual es coneix de manera col·loquial la vila de Torredembarra i "Encenall", les restes de la fusta que surten per acció del burí sobre la matriu.
La seva seu social era als baixos del Castell de Torredembarra (segle xvi), en aquella època encara estava abandonat i pendent de ser restaurat.
A finals de la dècada dels anys setanta del s. XX, l'entitat es va anar diluint però malgrat el seu poc temps de vida va deixar una profunda petjada a la vila i molts materials (matrius i estampes) d’un elevat valor artístic i testimonial que es conserven a l’Arxiu Municipal de Torredembarra. Alguns dels seus components van continuar gravant de manera individual, i la darrera xilografia fou feta per Josep Gual l'any 2004.
No es pot deslligar aquesta escola de la creada dos anys abans, i també sota la tutela del mateix mestre, a la veïna població d'Altafulla, la qual va rebre el nom de Xilofòrum.

## El context
Cal relacionar ambdós projectes amb el ressorgiment de la xilografia a Catalunya durant la segona meitat del segle XX (que va tenir en el barceloní A. Gelabert un dels seus màxims representants), així com en el context cultural que es vivia a les poblacions al final de la dècada dels 60 del segle passat del qual és un exemple rellevant la Nova Cançó.
Tot plegat va crear un ambient propici perquè un grup de joves se sentís atret per la interessant proposta d’un taller de creació d’obra gràfica i una desena de nois i noies van decidir de participar-hi com alumnes.
Cal fer menció també de la intensa relació que aquells anys viva la població de Torredembarra amb el món del gravat, ja que, invitats per Antoni Gelabert, hi feren estades artistes de la talla de Jaume Pla i Pallejà i Francesc d'Assís Casademont i Pou.

## L'ideari i l'aprenentatge genuí
En l’ideari que esgrimeixen s'hi fa patent el seu interès per l'art i la seva voluntat d’aprendre a ser gravadors en boix. Malgrat la seva inexperiència inicial, la seva obra de seguida va captivar.
El fet que les ensenyances de l’art del gravat es desenvolupessin en un medi rural, va motivar que el seu producte fos considerat "art popular” i el mateix mestre Gelabert parlés d’Escola de Gravat Popular en la postulació dels seus principis sobre les pràctiques pedagògiques, sempre centrades en els mateixos deixebles, que aprenien a dibuixar i tallar la fusta assumint la saviesa pròpia, aquella que emana d’uns atributs innats, d’innocència i bellesa, expressió d’un univers genuí.
En aquest entorn mariner i pagès, va néixer in situ un art no cultivat ni erudit, que va generar unes estampes que van deixar la petja d'un gravat simple, abrupte, arrabassador i expressiu com el propi paratge mediterrani.
Aquests gravadors, denominats “rurals” (tal com els anomenava afectuosament el seu mestre), es nodrien de l’imaginari proper al seu escenari de vida, el mar, el cel i la terra; així com de l’imaginari heretat, ressons dels mites clàssics i de les rondalles. Un entorn que va conrear la seva inspiració, deixant un itinerari d’imatges que foren espontàniament gravades i coronades amb impactes onírics.
Llurs primers gravats són el fruit de l'esforç i la lluita per dominar la tècnica de la xilografia; mentre l’actuació del mestre els impel·leix a fer-los sentir la descoberta del seu inherent impuls artístic, els fa néixer aquell desig enlluernador de voler plasmar mitjançant l’ obra, tot sentiment que brolla del seu interior i que els condueix a voler conquerir el domini del llenguatge del burí.

## Els gravadors i la seva obra
La Torre de L’Encenall va acollir un grup apassionat de joves gravadors que amb esmerç i modernitat va unificar criteris i va donar una forma coherent a una gran diversitat d’imatges gravades amb la intenció d’elaborar ex-libris, nadales, goigs i altres impresos d’ocasió.
La Torre de l’Encenall, en tant que va ser una activitat lligada al lleure, va tenir alumnes que hi van tenir diferents vinculacions. D’entre tots, cal destacar el grup de persones que la representen, aquells que des de les primeries van participar-hi i romandre-hi els anys que l'escola va tenir activitat. Són els denominats “gravadors històrics” els quals, paral·lelament a la producció individual, van formar un col·lectiu que va signar conjuntament dues obres: el goigs de Sant Sebastià (1972) i el de Santa Rosalia de Palerm (1990). També sota aquest mateix comú denominador van participar en diverses exposicions d’Ex-libris que es van fer a Torredembarra i Barcelona entre el 1968 i el 1974. Cal afegir l’agermanament amb els gravadors del Xilofòrum d’Altafulla en algunes exposicions realitzades els anys 1969 i 1970.

### Els gravadors històrics
- Josep Gual Gallofré (5.01.1926-11.12.2015)
- Montserrat Riambau Ivern (2.01.1938)
- Montserrat Agràs Recasens (14.08.1938)
- Antonieta Ametllé Martí (13.5.1935-5.02.2004)
- Griselda Recasens Arall (02.02.1940-23.01.1991)
- Anna Ma Garcia Cantero (16.10.1941)
- Carles Mir Hernández (22.08.1953)
- Josep Ma Vernet Garcia, (27.01.1942- 08.02.1989)

### Els gravadors infantils
L'entusiasme per gravar es va encomanar en el si de les famílies i els amics, tal és el cas dels germans Miracle (Isabel i Carles) i dels fills de les famílies Gual Torrebadell i Gual Figuerola, de les quals, tots els seus membres es van engrescar a treballar el boix.
Aquests petits artistes van arribar a mostrar les seves obres en el concurs-exposició dedicat als avis que l’Associació d’Exlibristes de Barcelona va organitzar a la capital catalana l’any 1972.

### Les exposicions i els concursos
Del receptari de gènere xilogràfic, en van ressaltar els ex-libris i van aconseguir ser premiats i exhibits.
- 1969, maig. Barcelona: Palau de la Virreina. Ex-libris. Organitza: Associació d’Exlibristes de Barcelona.
- 1969, juliol. Torredembarra: Caixa de Pensions per a la Vellesa i l’Estalvi. Ex-libris. Organitza: Comissió de les festes pel Quadre de Santa Rosalia.
- 1970, març. Barcelona: "Real Círculo Artístico". Ex-libris, goig i gravats d’ocasió. Homenatge a Antoni Gelabert. Organitza: "Asociación de Exlibristas de Barcelona y Real Círculo Artístico".
- 1970, maig. Altafulla, Torredembarra i Barcelona. Ex-libris (exposicions simultànies). Organitza: El Xilofòrum, la Torre de l’Encenall i Associació d’Exlibristes de Barcelona i el "Real Círculo Artístico”.
- 1970, juny. Torredembarra: Caixa de Pensions per a la Vellesa i l’Estalvi. Xilografies. Organitza: Torre de l’Encenall i Associació d’Exlibristes de Barcelona.
- 1971, juliol. Barcelona: "Real Círculo Artístico". Ex-libris. Concurs infantil. Organitza: Associació d’Exlibristes de Barcelona i "Real Círculo Artístico”.
- 1973, juny. Barcelona: Palau de la Virreina. Ex-libris, xilografies i linografies. Concurs infantil: “El maestro”. Organitza: Associació d’Exlibristes de Catalunya.

## El premi de gravat xilogràfic "La Torre de l'Encenall"
L'any 2013 l’Ajuntament de Torredembarra va crear un concurs de gravat xilogràfic amb la voluntat de recuperar el llegat de l'escola que dona nom al premi. A partir de la IV edició esdevé biannual. Gestionat des de l'Arxiu Municipal de Torredembarra, els treballs premiats, a més de rebre una dotació econòmica, es distribueixen entre diversos centres que tenen col·leccions de gravat per a fer-ne difusió.

### Guanyadors
- 2013: Mauricio Schvarzman[6] (Argentina) amb l'obra Dos barcos.
- 2014: Krystyna Maniecka-Bogdan[7] (Polònia) amb l'obra The Black Sea 1.
- 2015: Eva Farji[8](Argentina) amb l'obra El Pez Rojo.
- 2016: Akihisa Nakano (Japó) amb l'obra Sange2 i Manuel Vermeire (Bèlgica) amb l'obra Skoda popular Montecarlo. Premi ex aequo.
- 2018: Marcela Miranda (Itàlia) amb l'obra Profondità III

### Bases V Edició del premi (2018)
- {{ca}}  Premi de gravat xilogràfic
- {{es}}  Premio Grabado xilográfico
- {{fr}}  Prix Xylogravure
- {{en}}  Wood engraving award